# Oliver Coates

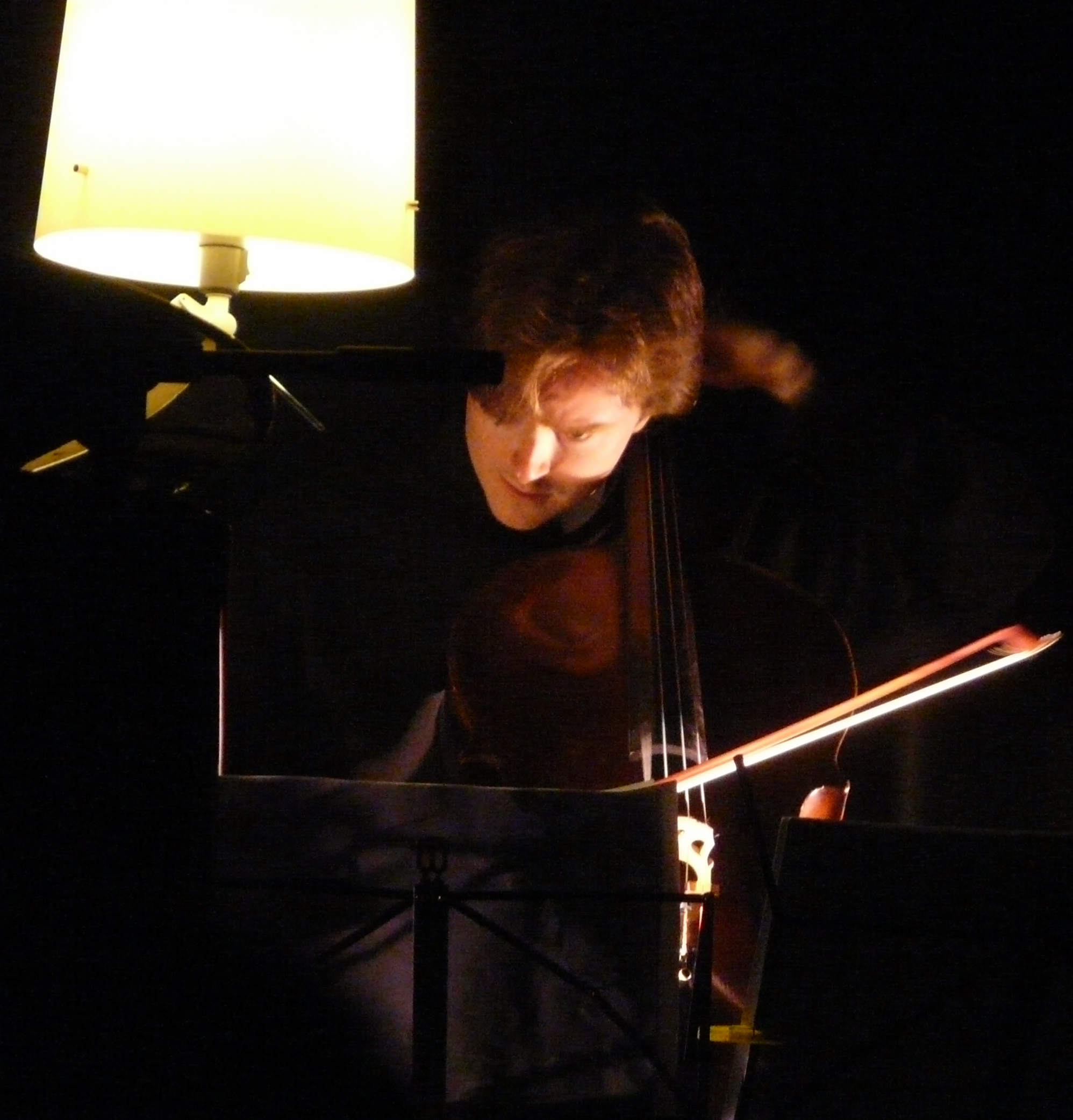
Oliver Coates (2008)

Oliver Coates (* in London) ist ein britischer Cellist, Filmkomponist und Produzent elektronischer Musik.

## Leben
Der Anfang der 1980er Jahre in London geborene Oliver Coates besuchte die Royal Academy of Music in London.
Nach seinem Abschluss dort arbeitete er mit Massive Attack, Goldie, Ben Frost, Micachu & the Shapes und der isländischen Postrock-Band Sigur Rós zusammen. Im Jahr 2009 arbeitete er als Cellist mit der Südafrikanerin Mira Calix an einer Neuaufnahme eines Songs von Boards of Canada für eine Compilation von Warp Records. Es folgten Arbeiten gemeinsam mit dem Gitarristen Jonny Greenwood für die Musik zu den Filmen There Will Be Blood und The Master von Paul Thomas Anderson und für Mica Levi, die/der mit der Komposition der Musik für den Science-Fiction-Thriller Under the Skin von Jonathan Glazer betraut war. Coates hatte Levi im Jahr 2008 während ihres/seines Studiums/Arbeit im/am Guildhall kennengelernt. Ebenso arbeite Coates mit der britischen Rockband Radiohead für deren 2016 veröffentlichtes Studioalbum A Moon Shaped Pool zusammen. Im gleichen Jahr veröffentlichte er gemeinsam mit Levi das Album Remain Calm und sein Soloalbum mit dem Titel "Upstepping". Im Jahr 2018 veröffentlichte Coates mit "Shelley's On Zenn-la " seinen drittes Soloalbum (full-length).
Er komponierte auch die Musik für die Filme Agatha and the Curse of Ishtar von Sam Yates, The Stranger von Thomas M. Wright und Aftersun von Charlotte Wells. Mit Steve McQueen arbeitet er an dessen nächstem Dokumentarfilm Occupied City zusammen.
Coates ist Hauptcellist des London Contemporary Orchestra und lebt in Schottland, wo er auch arbeitet.

## Alben
- 2013: Towards The Blessed Islands
- 2016: Upstepping
- 2016: Remain Calm
- 2016: Sudden Light
- 2018: Shelley's On Zenn-la
- 2018: Ample Profanity
- 2020: Skins N Slime
- 2022: Significant Other (Music From The Motion Picture)
- 2022: The pale faced family on the hill

## Filmografie (Auswahl)
- 2019: Agatha and the Curse of Ishtar
- 2022: Das Andere (Significant Other)
- 2022: The Stranger
- 2022: Aftersun
- 2023: Close to You
- 2023: Enemy (Foe)
- 2024: Mary & George (Miniserie)
- 2025: Pillion

## Auszeichnungen
- 2022:  British Independent Film Awards – Nominierung für die Beste Originalmusik  (Aftersun)[8]
- 2011: Auszeichnung mit dem Royal Philharmonic Society Young Artist Award[4]